# تپه قلعه قوشه کند
تپه قلعه قوشه کند مربوط به دوره ساسانیان است و در شهرستان خدابنده، بخش مرکزی، روستای قوشه کند واقع شده و این اثر در تاریخ ۱۰ خرداد ۱۳۸۲ با شمارهٔ ثبت ۸۹۲۰ به‌عنوان یکی از آثار ملی ایران به ثبت رسیده‌است.